# Verbascum leucothrix
Verbascum leucothrix är en flenörtsväxtart som beskrevs av Günther von Mannagetta und Lërchenau Beck. Verbascum leucothrix ingår i släktet kungsljus, och familjen flenörtsväxter. Inga underarter finns listade i Catalogue of Life.